# Красноярский краевой театр кукол
Красноярский театр кукол — один из самых старых кукольных театров Сибири. Открытие театра произошло в 1938 году, первый, поставленный в театре спектакль — сказка «Три медведя». За годы существования в театре поставлено более 400 спектаклей по произведениям фольклора и современной литературы

## История
18 октября 1938 г. спектаклем «Три медведя» (по мотивам русской народной сказки) открыл свой первый театральный сезон Красноярский краевой театр кукол.
Основатели театра — артисты Красноярского драматического театра им. А. С. Пушкина Михаил Рерберг, Борис Писецкий, Екатерина Мельникова, Нина Богдашина, заслуженная артистка РСФСР, режиссер и педагог — Людмила Тимошенко.
Первым руководителем театра была Татьяна Калитина, главным режиссёром — Маркела Дмитриевна Мохнаткина.
В 1954-80 — руководитель театра и ведущий артист, заслуженный работник культуры РСФСР Сергей Павлович Комлев.
В 1964 году Маркеле Дмитриевне посчастливилось познакомиться с прославленным Сергеем Владимировичем Образцовым, основателем Академического центрального театра кукол. Сергей Образцов был не только прекрасным режиссёром, но и отличным педагогом, поэтому Мохнаткина часто ездила в Москву к мэтру учиться. Это сотрудничество было очень качественным, благодаря ему в театре кукол начали давать спектакли для взрослой публики, кроме этого, театр пополнился тростевыми куклами. Долгое время труппа ютилась в помещении Красноярской Филармонии, в 1959 году, благодаря ходатайству Сергея Образцова, театру выделили бывший клуб милиции, который находился на 1 этаже жилого дома на проспекте Мира. В течение почти 50 лет театр находился в стеснённых условиях: маленький зал, сцена, небольших размеров фойе. Только в 1987 году театр был полностью изменён.
Реконструкцией помещения и фасада занимался красноярский архитектор Арэг Саркисович Демирханов. Вместе с ним трудились красноярские художники: Евгений Георгиевич Белоусов, Анатолий Петрович Золотухин, Сергей Николаевич Егоров. Ремонт и реставрация длились два года, обновлённый театр кукол распахнул свои двери для красноярской публики 13 февраля 1987 года. Над входом в театр была создана «музыкальная шкатулка», отличающаяся уникальностью — она исполняет 12 мелодий, и вот уже около 40 лет зовёт публику на спектакли. В театре появился свой музей, в фондах которого хранятся фотографии, афиши прошлых лет, декорации и костюмы, куклы из спектаклей, больше не показываемых в театре. 27 июня 2018 года в театральном фойе была открыта экспозиция «Из века в век», рассказывающая об истории театра. В центре экспозиции — куклы из спектаклей разных лет, за каждой куклой судьба её создателя и постановки. Зрители смогли не только увидеть кукол на сцене, но и узнать их истории. Кроме постоянной экспозиции, театр представляет передвижную выставку «Люди и куклы», которую выставляют в учреждениях культуры и образовательных учреждениях.